# Uście Gorlickie

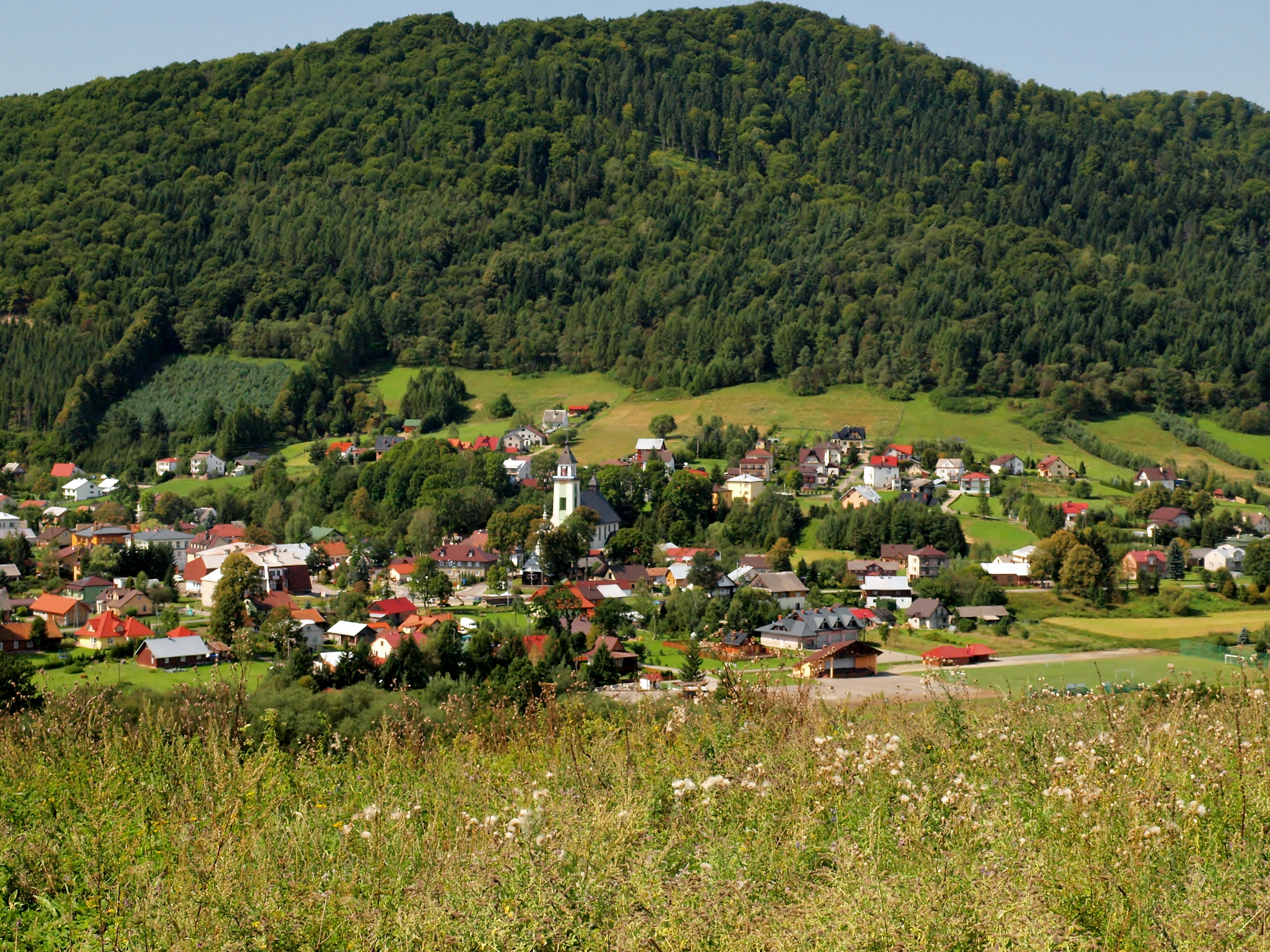
Überblick

Uście Gorlickie (bis 1949 Uście Ruskie) ist eine ehemalige Stadt, jetzt ein Dorf mit einem Schulzenamt sowie der Sitz der Gmina Uście Gorlickie im Powiat Gorlicki der Woiwodschaft Kleinpolen in Polen.

## Geographie
Der Ort liegt an der Mündung des Bachs Zdynia in die Ropa, südlich von Jezioro Klimkowskie, in den Niederen Beskiden, im sogenannten Lemkenland. Die Nachbarorte sind Kunkowa im Norden, Nowica im Nordosten, Kwiatoń im Südosten, Hańczowa im Süden, Stawisza im Südwesten, sowie Klimkówka und Czarna im Nordwesten.

## Geschichte
Der Ort wurde im frühen 15. Jahrhundert von der Adelsfamilie Gładysz gegründet und wurde 1413 erstmals urkundlich erwähnt. Der Name Uście ist eine Form des polnischen Worts ujście (Mündung), erst im 17. Jahrhundert wurde das Adjektiv Wołoskie zugefügt, im nächsten Jahrhundert von Ruskie ersetzt, ab dem Jahr 1952 Gorlickie. Im Jahr 1504 erhielt Grzegorz Juszkiewicz ein Privileg für Wiedergründung des Orts. Der Ort lag am Handelsweg von Biecz nach Bardejov und ab 1557 konnte dort Zoll genommen sein. Eine orthodoxe Pfarrei wurde nach dem Jahr 1539 errichtet.
Der Ort gehörte zunächst zum Königreich Polen (ab 1569 Adelsrepublik Polen-Litauen), Woiwodschaft Krakau, Kreis Biecz. Bei der Ersten Teilung Polens kam Uście Gorlickie 1772 zum neuen Königreich Galizien und Lodomerien des habsburgischen Kaiserreichs (ab 1804). Im späten 18. Jahrhundert wurde Uście zu einem Städtlein. Ab dem Jahr 1855 gehörte der Ort zum Bezirk Gorlice.
1918, nach dem Ende des Ersten Weltkriegs und dem Zusammenbruch der k.u.k. Monarchie, kam Uście Gorlickie zu Polen. Unterbrochen wurde dies nur durch die Besetzung Polens durch die Wehrmacht im Zweiten Weltkrieg.
Im Jahr 1921 gab es 639 griechisch-katholische Einwohner, 216 waren römisch-katholisch, 15 israelitisch. Im Jahr 1947 wurden die Lemken im Rahmen der Aktion Weichsel vertrieben. Viele kamen nach dem Jahr 1956 zurück. Bis heute ist Uście Gorlickie der einzige Ort in den Niederen Beskiden mit lemkischer Mehrheit.
Von 1975 bis 1998 gehörte Uście Gorlickie zur Woiwodschaft Krosno.